# Chương Nghĩa (quận)
Chương Nghĩa là một địa danh hành chính cũ cấp quận thuộc tỉnh Kon Tum thời Việt Nam Cộng hòa. Địa bàn quận Chương Nghĩa tương ứng một địa bàn rộng lớn gồm một phần hoặc toàn phần các huyện Kon Plông và Kon Rẫy, tỉnh Kon Tum ngày nay.

## Lịch sử
Ngày 27 tháng 6 năm 1958, Bộ Nội vụ Việt Nam Cộng hòa ban hành Nghị định số 348-BNV/HC/P6 về việc thành lập các quận Kon Tum, Đăk Tô, Kon Plong và Đăk Sút thuộc tỉnh Kon Tum.
Tỉnh Kon Tum có 4 quận: Kon Tum, Đăk Tô, Đăk Sút, Kon Plông.
Ngày 8 tháng 7 năm 1958, Bộ Nội vụ Việt Nam Cộng hòa ban hành Nghị định số 367-BNV/HC/P6/NĐ về việc phân chia quận Đăk Tô thành hai quận Đăk Tô và Tu Mơ Rông. Theo đó, địa hạt quận Tu Mơ Rông có 4 tổng: Tu Mơ Rông, Virngieo, Măng Buk, Kon Kléang.
Ngày 9 tháng 9 năm 1959, Tổng thống Việt Nam Cộng hòa ban hành Sắc lệnh số 234-NV về việc thành lập quận Chương Nghĩa thuộc tỉnh Quảng Ngãi trên cơ sở một phần của huyện Kon Plong, tỉnh Kon Tum. Quận lỵ đặt tại Thượng Uyển.
Cả hai quận Tu Mơ Rông và Chương Nghĩa đều tách ra từ một phần và chiếm gần trọn diện tích của quận Kon Plong. Vì vậy, đến năm 1960, quận Kon Plong bị xóa bỏ. Phần còn lại của quận này được sáp nhập về quận Kon Tum.
Ngày 16 tháng 9 năm 1960, Tổng thống Việt Nam Cộng hòa ban hành Nghị định số 1247/BNV/NC8/NĐ về việc:
- Đổi tên xã Kon Plong Bắc thành xã Chương Bắc.
- Đổi tên xã Kon Plong Nam thành xã Chương Nam.
- Đổi tên xã Vicklum thành xã Chương Trung.
- Đổi tên xã Kon Tao thành xã Chương Đông.
- Đổi tên xã Kon Wonkia thành xã Chương An.
- Đổi tên xã Kon Konang thành xã Chương Xuân.
- Đổi tên xã Mak Pan thành Chương Sơn.

Ngày 22 tháng 3 năm 1961, Tòa hành chính tỉnh Quảng Ngãi ban hành Tờ trình đóng dấu mật số 735 VP/CT-I/M về việc chuyển quận Chương Nghĩa thuộc tỉnh Quảng Ngãi về tỉnh Kon Tum.
Ngày 30 tháng 10 năm 1961, Tỉnh trưởng Quảng Ngãi Văn bản số 4.201/VP/M về việc bàn giao quận Chương Nghĩa thuộc tỉnh Quảng Ngãi cho tỉnh Kon Tum.
Năm 1961, quận Chương Nghĩa bao gồm phần đất phía đông sông Đăk Nghé, giáp với Ba Tơ (Quảng Ngãi) được cắt về tỉnh Quảng Ngãi.
Tỉnh Kon Tum còn lại 4 đơn vị hành chính cấp quận: Kon Tum, Đăk Tô, Đăk Sút, Tu Mơ Rông.
Ngày 19 tháng 12 năm 1964, Thủ tướng Việt Nam Cộng hòa ban hành Sắc lệnh số 362-NV về việc sáp nhập quận Chương Nghĩa nguyên thuộc tỉnh Quảng Ngãi vào tỉnh Kon Tum.
Sau năm 1965, phân cấp hành chính quận Chương Nghĩa bị hạ xuống phái viên hành chính, cùng với các quận cũ Đăk Sút và Măng Buk (trước là quận Tu Mơ Rông).
Tháng 6 năm 1970, tỉnh Kon Tum có 2 quận: Kon Tum, Đăk Tô và 3 phái viên hành chính: Đăk Sút, Măng Bút, Chương Nghĩa.
Quận Chương Nghĩa tồn tại đến năm 1975 thì bị giải thể.